# III proces moskiewski

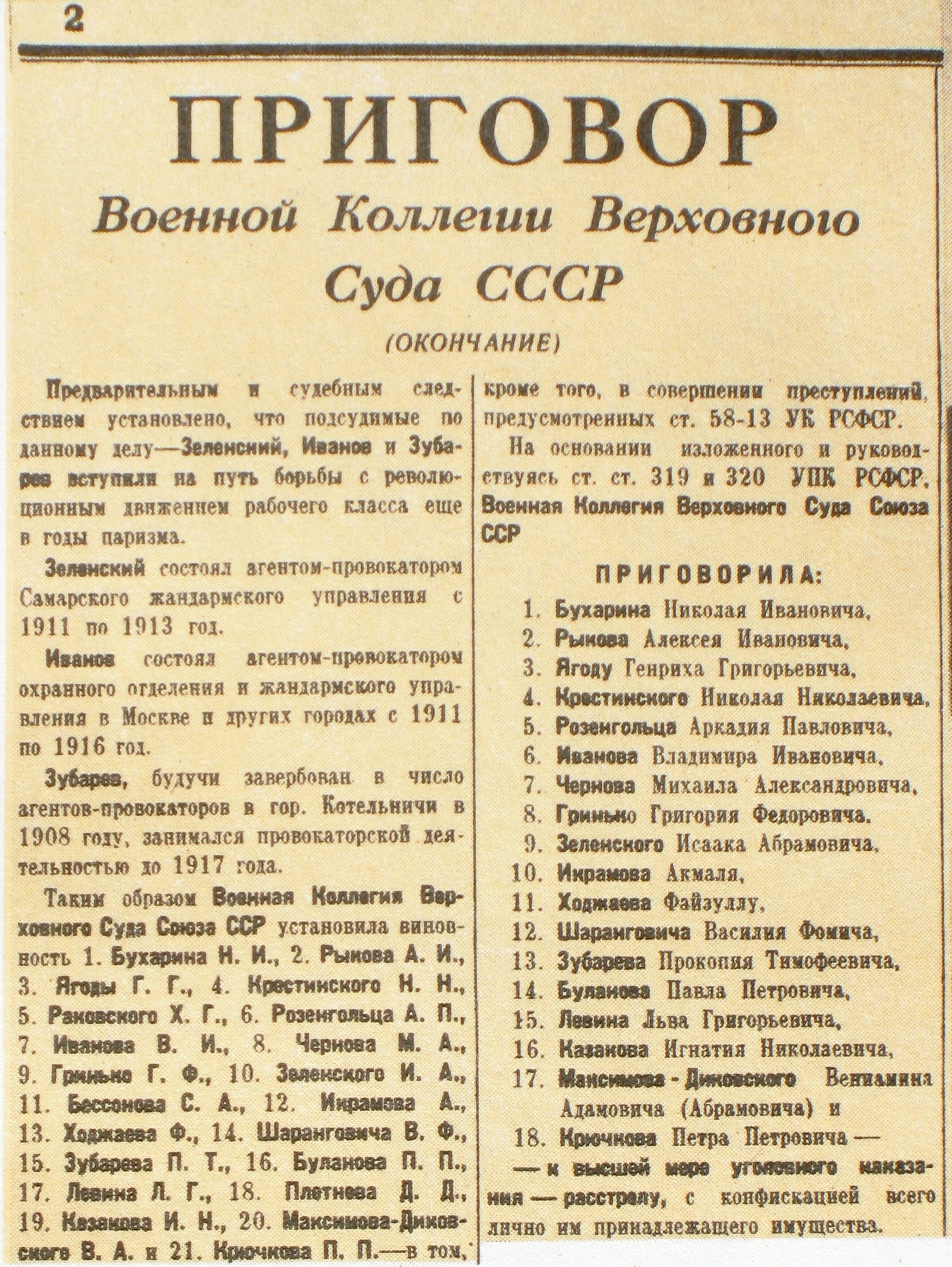
Notatka prasowa z konkluzją wyroku w III procesie moskiewskim.

III proces moskiewski lub Proces Dwudziestu jeden – ostatni z trzech procesów moskiewskich, które zorganizowano przed Kolegium Wojskowym Sądu Najwyższego ZSRR przeciwko dawnym przywódcom bolszewickim; kulminacyjny publiczny punkt wielkiego terroru. Oskarżycielem był Andriej Wyszynski, a przewodniczącym składu sędziowskiego gen. Wasilij Ulrich.

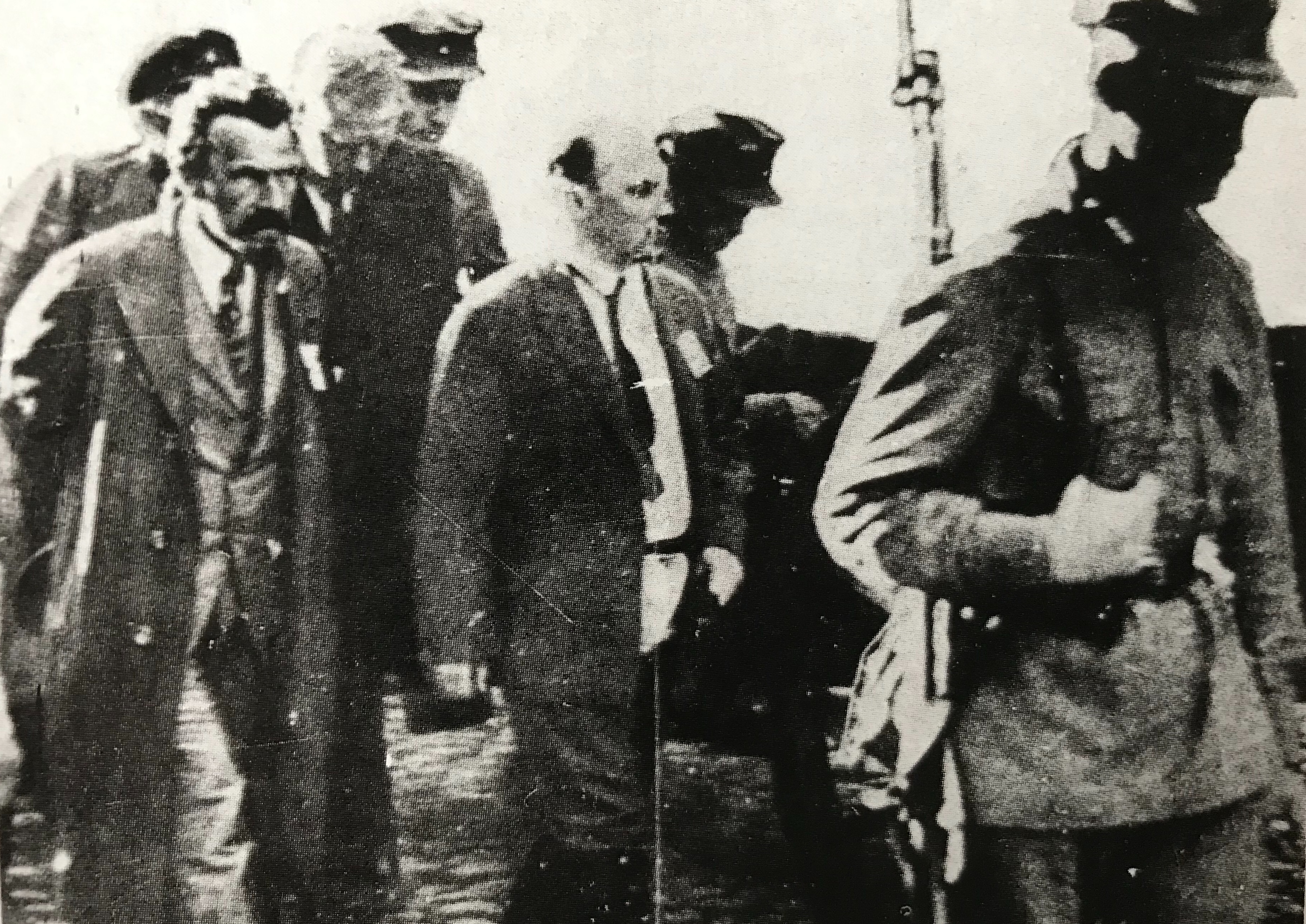
Aleksiej Rykow i Nikołaj Bucharin eskortowani na salę rozpraw

Po zakończeniu drugiego z procesów moskiewskich na posiedzeniu plenarnym Komitetu Centralnego WKP(b) w lutym 1937 oskarżono Nikołaja Bucharina i Aleksieja Rykowa, 27 lutego NKWD aresztowało ich w czasie plenum. W marcu 1938 roku rozpoczął się trzeci proces, w którym ci dwaj politycy byli głównymi oskarżonymi.
Oskarżeni:
- Aleksiej Rykow – b. premier ZSRR (do 1930 r.), później ludowy komisarz łączności,
- Nikołaj Krestinski – członek pierwszego składu Biura Politycznego RKP(b) (1919), b. ludowy komisarz finansów, b. ambasador ZSRR w Berlinie, zastępca ludowego komisarza spraw zagranicznych ZSRR (1930–1937),
- Arkadij Rozengolc – były ambasador ZSRR w Wielkiej Brytanii, od 1930 komisarz ludowy handlu zagranicznego ZSRR,
- Gienrich Jagoda – szef OGPU i NKWD ZSRR,
- Christian Rakowski – były I sekretarz KC KP Ukrainy, b.ambasador ZSRR w Londynie i Paryżu,
- Nikołaj Bucharin – do listopada 1929 r. członek Biura Politycznego, redaktor naczelny Prawdy i przewodniczący Kominternu, od stycznia 1934 do stycznia 1937 – redaktor naczelny Izwiestii; faktyczny autor Konstytucji ZSRR,
- Hryhorij Hryńko – ludowy komisarz finansów ZSRR, zastępca przewodniczącego Komisji Planowania,
- Wasil Szaranhowicz – I sekretarz KC KP Białorusi,
- Akmal Ikramow – I sekretarz KC KP Uzbekistanu,
- Isaak Zielenski – b. członek Orgbiura, b. I sekretarz KC KP Uzbekistanu (1929–31), przewodniczący związku spółdzielczego Centrosojuz,
- Fajzulla Chodżajew – b. przewodniczący Rady komisarzy ludowych (premier) Uzbeckiej SRR,
- Michaił Czernow – ludowy komisarz rolnictwa ZSRR (1934–37),
- Władimir Iwanow – b. I sekretarz KC KP Uzbekistanu (1925–27), były komisarz ludowy przemysłu leśnego ZSRR,
- byli osobiści sekretarze Gienricha Jagody (Pawieł Bułanow), Waleriana Kujbyszewa i Maksima Gorkiego (Piotr Kriuczkow),
- trzech profesorów medycyny oskarżonych o zabójstwo Gorkiego i jego syna,
- kilku mniejszej rangi urzędników państwowych.

Oskarżonym zarzucono zdradę i służbę na rzecz III Rzeszy, Japonii, Polski i Wielkiej Brytanii, zabójstwo Kirowa oraz planowanie z eserowcami zamachu na Włodzimierza Lenina.
W wyroku wydanym 13 marca 1938 roku zasądzono karę śmierci dla 18 z 21 oskarżonych, a reszcie oskarżonych wieloletnie kary więzienia (skazany na 20 lat więzienia Chrystian Rakowski został rozstrzelany w 1941 podczas masakr więziennych NKWD).
W okresie pieriestrojki skazanych zrehabilitowano.